# Svend, Knud og Valdemar
Svend, Knud og Valdemar er et teaterstykke skrevet af Peter Fristrup i 1887 og siden genopført utallige gange, ofte i reviderede versioner. Den fulde titel på farcen er "Svend, Knud og Valdemar" eller "Kongemordet i Roskilde" eller "Slaget på Grathe Hede”, et historisk, romantisk udstyrsstykke i fem changementer med indlagte sange. 
Teaterstykket er opbygget som en parodi på en teater-forestilling, idet man følger en teatertrups forsøg på at opføre et stykke om slaget på Grathe Hede, hvor alt går galt, blandt andet fordi intrigerne mellem skuespillerne ikke kan skjules. 
Teaterstykket blev optaget i en TV-version af Danmarks Radio i 1970, med bl.a. Jytte Abildstrøm, Gotha Andersen, Bodil Udsen og Jesper Klein.